# Ferdinando Truzzi

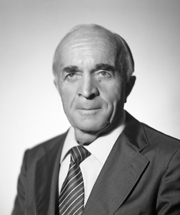

Ferdinando Truzzi (Pegognaga, 26 aprile 1909 – Roma, 24 dicembre 2010) è stato un sindacalista e politico italiano.

## Biografia
Dal 1949 al 1983 fu presidente della Coldiretti di Mantova e assunse cariche anche a livello nazionale come uno dei più fedeli seguaci di Bonomi. Nell'eredità politica di questo grande leader prevalse la figura di Lobianco, mentre Truzzi si spostò su compiti operativi: la presidenza della Federconsorzi, che resse dal 1982 al 1988. Truzzi era assertore dell'autonomia gestionale della Federconsorzi, mentre Lobianco sosteneva la necessità di un ferreo controllo da parte della Coldiretti.
Come parlamentare, fu eletto deputato per la Democrazia Cristiana dalla I alla VI legislatura e senatore nella VII e VIII legislatura, da cui si dimise il 10 dicembre 1981, dopo essere stato nominato presidente della Federconsorzi.
Coinvolto nel procedimento penale per bancarotta a seguito dell'insolvenza della Federconsorzi, fu poi prosciolto.